# Hollardia hollardi
Hollardia hollardi är en fiskart som beskrevs av Felipe Poey 1861. Hollardia hollardi ingår i släktet Hollardia och familjen Triacanthodidae. Inga underarter finns listade i Catalogue of Life.